# Laccophilus dikinohaseus
Laccophilus dikinohaseus là một loài bọ cánh cứng trong họ Bọ nước. Loài này được Kamite, Hikida & Satô miêu tả khoa học năm 2005.